# Rafanea
Raphanea o Raphaneae (en griego antiguo: Ῥαφάνεια), actual Rafniye (en árabe: الرفنية‎) era una ciudad de la provincia romana de Siria. 

## Historia
Situado a poca distancia al noroeste de Emesa, Raphanea fue el campo base fortificado de la Legio III Gallica desde donde se lanzó la exitosa apuesta de Heliogábalo a los 14 años de edad para convertirse en Emperador romano en el año 218.
En Raphanea se emitieron monedas bajo Heliogábalo, y muchas de sus monedas todavía se conservan en la actualidad.
Posteriormente, Hierocles (autor de Synecdemus) y Jorge de Chipre mencionan a Raphanea entre las ciudades de la provincia de Siria Segunda.
Los cruzados lo asediaron a fines de 1099; fue tomada por Balduino I de Jerusalén y fue entregada al Conde de Trípoli. Fue entonces conocida como Rafania.

## Obispado de Raphanea
El obispado establecido en Raphanea era sufragáneo del de  Apamea.
Los únicos obispos conocidos de Raphanea son:
- Bassianus, presente en el Primer concilio de Nicea, 325;
- Gerontius en Philippopolis, 344;
- Basil en el Primer Concilio de Constantinopla, 381;
- Lampadius en el Concilio de Calcedonia, 451;
- Zoilus sobre 518.
- Nonnus, sobre 536.